# Diaspidiotus thymbrae
Diaspidiotus thymbrae är en insektsart som först beskrevs av Koroneos 1934.  Diaspidiotus thymbrae ingår i släktet Diaspidiotus och familjen pansarsköldlöss. Inga underarter finns listade i Catalogue of Life.